# Pachyprosopis mirabilis
Pachyprosopis mirabilis là một loài Hymenoptera trong họ Colletidae. Loài này được Perkins mô tả khoa học năm 1908.

## Hình ảnh

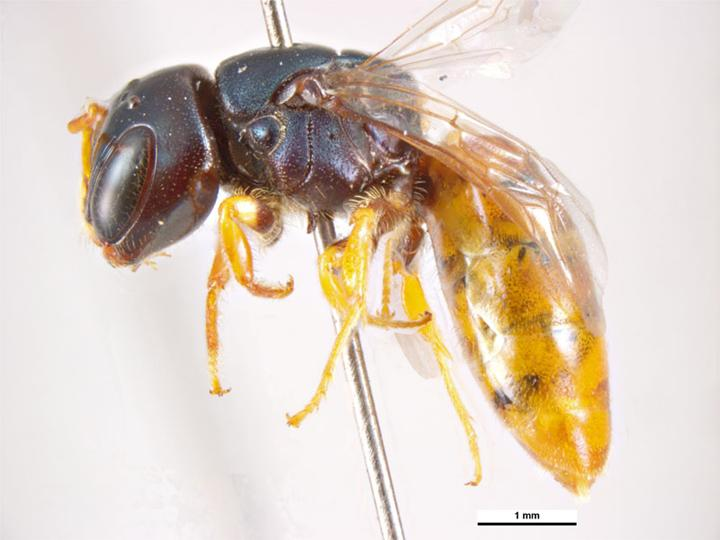
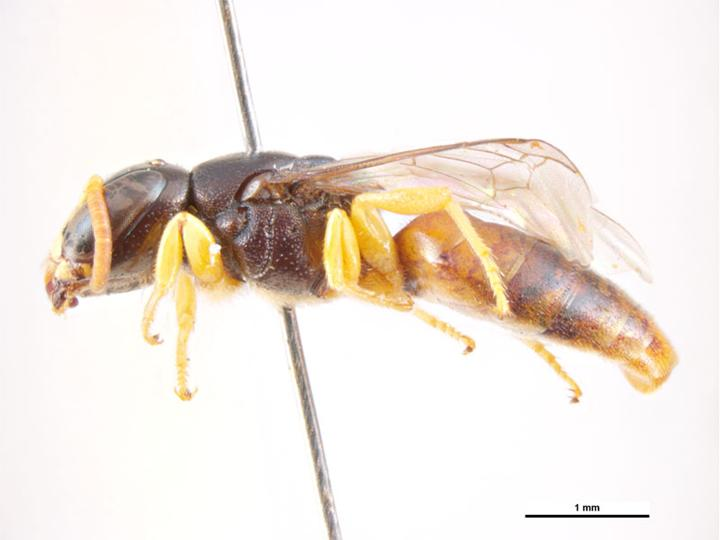
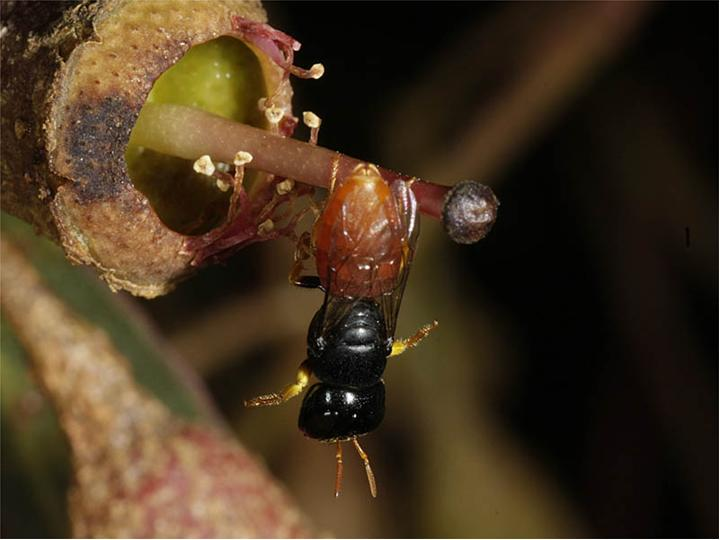